# Estadio 20 de Octubre
El Estadio 20 de Octubre es un estadio argentino ubicado en la localidad de Tristán Suárez, perteneciente al Partido de Ezeiza, en la Provincia de Buenos Aires. Fue inaugurado el 24 de mayo de 1964. En él se disputan los partidos de fútbol que Tristán Suárez juega como local.

## Historia
El estadio cuenta con capacidad para 7.500 espectadores. Se encuentra emplazado en una tradicional manzana de Tristán Suárez. El estadio ha sufrido varias transformaciones según la necesidades del club.
Antes de que se convierta en el estadio oficial de Tristán Suárez, el predio era un campo de deportes de Moreno y Farina, perteneciente a Sportivo Tristán Suárez, antiguo nombre de la institución.
En 1931 se decidió construir un vestuario para los jugadores. La inauguración de dichas obras fueron el 26 de mayo de 1931, disputándose un encuentro de fútbol ante el Club La Martona, además en el predio se practicaban múltiples actividades deportivas con instituciones vecinas. 
En 1935 se iniciaron las obras de alambrado del predio y la primera plantación de árboles. Con la afiliación de Sportivo Tristán Suárez a la Asociación del Fútbol Argentino, se comenzó la tarea de acondicionar el estadio para la práctica de fútbol profesional. Se mejoraron las instalaciones según las exigencias del fútbol argentino de aquella época. Además se construyeron pilares, boleterías y se mejoraron notablemente los antiguos vestuarios.
El 24 de mayo de 1964, quedó oficialmente inaugurado el campo de juego para albergar partidos oficiales, en un partido ante General Mitre de Sarandí, válido por la cuarta fecha del Campeonato de Aficionados, actual Primera D
A mediados de la década de 1970 y coincidiendo con el ascenso de Tristán Suárez a la Primera C, el estadio comenzó una ardua etapa de transformación, con la construcción del paredón que rodea el campo de juego y la construcción de la primera tribuna de cemento situada sobre la calle Antonio Farina. Dicha obra fue inaugurada en 1979 previo al 50° aniversario de la institución.
A mediados de la década de 1980 se construyeron las antiguas tribunas de madera, con capacidad aproximada de 1500 personas cada una, emplazándose sobre las calles Eustaquio Gómez y Remedios de Escalada.
En 1989 se inauguraron los actuales vestuarios debajo de la primera tribuna de cemento, construida en el año 1979. En 2001 se terminó la primera etapa de construcción de tribunas sobre calle Moreno, celebrando dicha acción en un partido amistoso ante River Plate. La obra concluyó el 18 de julio de 2002 en otro partido amistoso ante Boca Juniors, donde la histórica cancha de Moreno y Farina tomó la nueva denominación de Estadio 20 de Octubre, en honor al Día del Partido de Ezeiza.